# همه مجاز به عشق ورزیدن هستند
همه مجاز به عشق ورزیدن هستند (لهستانی: Każdemu wolno kochać) یک فیلم کمدی رمانتیک لهستانی است که در سال ۱۹۳۳ منتشر شد.

## گزیدهٔ بازیگران
- لودویک لاوینسکی
- یوزف کندرات
- لودویک فریتشه
- فلیکس خمورکوفسکا
- چسواف اسکونیچنی
- میرا ژیمینیسکا
- یوزف اوروید
- آدولف دیمشا
- ویتولد کُنتی
- استانیسواف واپینسکی
- یژی کلیماشفسکی
- ائوگنیوش کوشوتسکی
- یانینا بروخ‌ویچوونا